# 琳達·費根
琳達·李·費根（英語：Linda Lee Fagan，1963年7月1日—）是美國海岸巡防隊上將，於2022年成為第27任美國海岸巡防隊司令，也是美國第1位女性最高軍事首長及第1位女性四星上將。費根曾擔任海岸巡防隊紐約分區司令（Coast Guard Sector New York）、海岸巡防隊第1區司令（First Coast Guard District）、海岸巡防隊太平洋區域指揮部司令、美國海岸巡防隊副司令等職務；2022年4月，美國國土安全部長亞歷杭德羅·馬約爾卡斯宣布提名她為新任美國海岸巡防隊司令，接替卡爾·舒爾茲的職務，5月11日獲得美國參議院一致同意，6月1日就職。美國第47任總統唐納·川普於2025年1月20日就任後免除琳達·費根的職務，成為川普二度就任美國總統後，第一位遭免職的指揮官。
費根出生於美國俄亥俄州哥倫布市，是喬恩·哈利·基恩（Jon Harley Keene）與羅恩·卡洛（莫里斯）·基恩（Loann Carol (Morris) Keene）之女。費根於1985年自美國海岸巡防隊學院畢業，取得海洋科學學士學位；2000年取得華盛頓大學海事碩士學位；2008年取得國防大學德懷特·艾森豪國家安全與資源戰略學院碩士學位。她的女兒艾琳（Aileen）也是美國海岸巡防隊學院的畢業生。